# Мерясово
Мерясово (баш. Мерәҫ) — село в Баймакском районе Республики Башкортостан Российской Федерации. Центр Мерясовского сельсовета.  Согласно переписи 2020 года население составляло 632 человека.

## География
Находится на берегу реки Таналык, в 0,5 км к северо-востоку от водохранилища Озеро Графское на той же реке.
Расстояние до:
- районного центра (Баймак): 12 км,
- ближайшей железнодорожной станции (Сибай): 57 км.

## История
Село было основано в 1816 году переселенцами из деревни Чингизово на собственных землях. Получило название в честь юртового старшины Меряса Биктимирова.
В 2005 году Мерясово приобрело статус села, будучи до этого деревней.

## Население
| 2002 | 2009 | 2010 |
| ---- | ---- | ---- |
| 738  | ↗820 | ↘655 |

Историческая численность населения: в 1866 в 23 дворах проживало 166 человек; 1900—211; 1920—360; 1939—232; 1959—293; 1989—696; 2002—738; 2010—655.
Национальный состав
Согласно переписи 2002 года, преобладающая национальность — башкиры (99 %).

## Инфраструктура
Есть основная школа, детский сад, фельдшерско-акушерский пункт, библиотека, дом культуры, мечеть.

## Религия
В 1900 году в деревне была указана мечеть.
В настоящее время в селе есть мечеть.

## Достопримечательности
Рядом находится водохранилище Озеро Графское.